# District de Chitré
Le district de Chitré est l'une des divisions qui composent la province de Herrera, au Panama. En 2010, Chitré comptait avec 50 684 habitants répartis sur une superficie de 87,8 km2.
Les corregimientos (cantons ou communes) du district de Chitré sont connues au niveau national et international, soit par les diverses activités qui s'y déroulent, soit pour son développement historique. Par exemple : La commune de Chitré Cabecera, est reconnue pour être un très grand centre commercial (le plus imposant de toute la péninsule d'Azuero) ; la commune de La Arena, est très attractive pour les touristes pour son artisanat en céramique et le « pan de La Arena » ; la commune de Monagrillo, se distingue par le festival de panderos et de cerfs-volants (qui a lieu sur la plage El Reten) ; Le village de Llano Bonito est connu au niveau national et international pour avoir été le berceau de la rencontre nationale de renouvellement de la jeunesse ; le village de San Juan Bautista joue également un rôle très important en termes de commerce et de zone bancaire du district de Chitré.

## Toponymie
Bien qu'il existe une légende selon laquelle le nom de cette ville provient d'un célèbre lézard qui vivait dans le río voisin La Villa, appelé « El Chitroso », il existe une autre thèse qui fait référence qui dérive des termes Ngöbe chi = « petit » ou « petit garçon » et du suffixe tre qui est utilisé pour faire le pluriel quand il s'agit de personnes. Ainsi, « Chi-tré » signifiait « petits enfants ». Il existe un autre terme similaire dans la langue Ngöbe : chui-tre (étrangers), de chui = étranger, plus le suffixe bien connu tre qui rend le terme pluriel (étrangers), car il se réfère à des personnes.

## Histoire
Avec l'arrivée des Espagnols, la colonisation de la péninsule de París a commencé et de petites villes ont été fondées, dont celles appelées Cubita, près du río La Villa, qui a ensuite été appelée La Villa de Los Santos. C'était l'une des villes les plus prospères du Panama colonial sur la côte Pacifique ; ses habitants se consacraient à l'agriculture et à l'élevage et leurs produits agricoles et d'élevage étaient envoyés à la capitale, depuis le port fluvial sur le río La Villa, situé dans ce qui est aujourd'hui l'endroit qu'ils appellent Higuerón sur la rive nord (actuellement Chitré). Avec la destruction de Panama Viejo en 1671, ses habitants ont abandonné la ville et beaucoup se sont réfugiés à La Villa de Los Santos. Certains ont préféré s'installer sur la rive nord du fleuve, près de la plage, dans les lieux connus sous le nom de Vivanco, La Caballada, Palos Blancos, Las Bangañitas et Calabazuelas. C'est ainsi que Chitré a commencé à être peuplé vers le nord, mais comme les lieux précédents étaient quelque peu insalubres, car proches des mangroves et des estuaires, le hameau a été déplacé à l'endroit qu'il occupe aujourd'hui.

### Circonscription paroissiale de Chitré
En 1844, avec la collaboration du presbytre Don Esteban Guirior, la paroisse de San Juan Bautista est établie à Chitré pour la première fois. Quatre ans plus tard, avec l'aide du général Tomás Herrera, gouverneur de la province de Panama, il élève les villes de Chitré, Monagrillo et La Arena à la catégorie de district paroissial. Par le biais de l'ordonnance du 19 octobre 1848 émise par la Chambre provinciale de Panama, qui a ordonné dans son article 1, paragraphe 4, qui se lit comme suit : « Le district paroissial de Chitre est érigé dans le canton de Los Santos, composé des sites Chitré, Monagrillo et La Arena, qui sont séparés du canton de Los Santos ».

### Province d'Azuero
En 1850, la province d'Azuero a été créée, à partir des cantons de Parita, Los Santos et du district paroissial de Santa Maria, avec pour capitale la ville de La Villa de Los Santos. Les agriculteurs et les commerçants des villes et villages qui formaient le nord et le centre de la péninsule d'Azuero se sont rassemblés à Chitré pour expédier leurs rares produits par le port, ce qui a marqué le début de l'essor de la ville. Le district paroissial de Chitré, qui fait partie du canton de Los Santos, est l'un des districts fondateurs de la province d'Azuero.

### Département de Los Santos
Avec la désintégration de la province d'Azuero en 1855, sous le nouveau nom de District de Chitré, il a fait partie du département de Los Santos. Son premier maire fut José Concepción Ríos.

## Division politico-administrative
Elle est composée de cinq corregimientos :
- Chitré
- La Arena
- Monagrillo
- Llano Bonito
- San Juan Bautista

## Démographie
Elle a une population d'environ 70 000 habitants. Sa population est phénotypiquement d'origine caucasienne.

## Crédit d'auteurs
- (es) Cet article est partiellement ou en totalité issu de l’article de Wikipédia en espagnol intitulé « Distrito de Chitré » (voir la liste des auteurs).